# Composição VI (Kandinsky)
Composição VI é uma pintura a óleo sobre tela realizada pelo artista russo Wassily Kandinsky em 1913.
O conjunto de pinturas que Kandinsky designou por "Composição", são quadros de elaboração complexa e de uma análise e estudo prévios. No presente caso, o pintor demorou oito meses até começar a criar a pintura, que foi resultado de 24 estudos.
Kandinsky queria que este quadro transmitisse, em simultâneo, uma inundação, um baptismo, a destruição e o renascer. O processo de criação não foi fácil. A sua assistente, Gabrielle Münter — com quem teve um relacionamento profissional e pessoal, entre 1902 e 1916 —, aconselhou-o a libertar-se do esboço inicial, e a pensar no termo uberflut (inundação), e nas sensações acústicas que lhe transmitia; Kandinsky terminou a pintura no espaço de três dias, sempre a entoar a palavra uberflut.
A Composição VI foi a principal obra de Kandinsky exposta na Erster Deutschen Herbstsalon (Primeiro Salão de Outono Alemão), organizado em 1913 em Berlim por Herwarth Walden, ao lado de pintores como August Macke e Franz Marc.

## O Dilúvio
O pintor nunca explicou tão detalhadamente o processo de criação e o significado de uma obra como em Composição VI. Ele deixou uma rica e detalhada descrição sobre o ponto de partida e a evolução subsequente do quadro que compõe uma série de obras baseadas no Grande Dilúvio: uma pintura reversa sobre vidro chamado Flood (que está perdido), executado em 1911, e a pintura em óleo chamada Improvisação Dilúvio, datado de 1913. As cores e alguns conceitos desta última, como o feixe de linhas na parte superior e à direita do quadro, inclusive, lembram a Improvisação Dilúvio.
O tema do Dilúvio foi um dos primeiros temas a ser explorado por Kandinsky. O artista queria representar o dilúvio bíblico, que era o castigo de Deus por injustiça, mas que poupou Noé. Assim, antecipa o último julgamento e marca a primeira aliança entre Deus e a humanidade.
Com cores e formas expressivas, os quadros de Kandinsky apresentam uma confusão de elementos visuais. Análises da pintura oferecem interpretações de cada um desses componentes. Em Composição VI, o pintor dá ênfase aos vazios que se encontram em três pontos da extremidade da tela, bem como próximo ao centro, destacando a profundidade da escuridão da obra. Acima desse abismo, e acima da forma que se assemelha a uma serpente, o pintor introduz uma espécie de zona de energia divina, comparada à atmosfera de um banho de vapor russo. De forma sutil, esses elementos retratam a forma de uma arca, em alusão ao Grande Dilúvio.

### Flood (1991)
Kandinsky considerou a pintura sobre vidro — uma impressão de animais e homens que se afogavam nas ondas — como uma anedota do Grande Dilúvio. A série de obras representando inundações demonstra como o trabalho do pintor evoluiu gradualmente para a abstração. Um papel importante nisso foi desempenhado pela técnica de pintura reversa de vidro, que ele descobriu em Murnau, na Alemanha. O método consistia basicamente em pintar no reverso da placa de vidro para proteger as cores e preservar a radiação delas. Ou seja, as pinturas eram viradas e vistas através do vidro. Os elementos pintados primeiro são vistos primeiro; o inverso do que observamos em pinturas feitas em madeira, tela ou papel, onde os primeiros elementos vistos são aqueles que foram adicionados por último. Na pintura de vidro, em outras palavras, o pintor primeiro acrescenta detalhes, os "toques finais", antes de passar para as camadas de fundo e a exibição final da imagem. Antes de ser finalizada, a pintura se assemelha a um conjunto de manchas coloridas. Este processo de trabalho, portanto, obriga o artista a passar da figuração para a abstração.
O artista demorou para alcançar a minuciosidade dos detalhes, mas disse se divertir com a realização do trabalho. Em uma fotografia antiga da pintura que se perdeu, o crítico de arte, Phillipe Sers descreve a obra: “A arca de Noé pode ser vista no canto superior esquerdo. Pessoas e animais são transportados pelas ondas, observados por um monstro no canto inferior esquerdo. Flashes de relâmpagos e torrentes de chuva enchem a composição."
O pintor descreve a obra como uma mistura de formas graves com divertidas expressões, listando nus, arca, animais, palmeiras, raios, chuva, etc. Mas, Kandinsky não estava totalmente satisfeito com o resultado. Ele sentiu a necessidade de representar uma visão dos sentimentos provocados por um dilúvio, a angústia da morte ameaçando os humanos que se afastaram de seu criador e a proteção divina concedida somente a Noé.

### Improvisação Dilúvio (1913)
Kandinsky retomou o assunto em uma versão de óleo sobre tela, uma obra mais lúdica chamada Improvisação Dilúvio. As formas caóticas desta pintura, que retrata uma inundação, evocam um drama teatral, criando uma espécie de vertigem com o intuito de provocar sensações de angústia no espectador.
A representação do evento, no entanto, está incompleta, uma vez que a pintura não possui um componente externo. A realização da composição foi baseada em múltiplas percepções ao mesmo tempo: as vibrações que sentimos quando enfrentamos as cores desorientadoras e a construção da imagem; o medo do homem em direção ao caminho do mar; e a confiança depositada na promessa de Deus para o patriarca Noé, que aparece na parte superior esquerda da pintura, com sua arca flutuando com segurança, repleto de animais abrigados em seu interior. 
Esta pintura é organizada em torno de três pontos focais. Kandinsky define esses três pontos em sua descrição de origem da pintura; a obra o permitiu encontrar um meio mais abstrato de representar a profundidade de seu abismo, com uma zona de proteção divina pendurada acima dela. Aqui, "o motivo original do qual a imagem surgiu (o Dilúvio) é dissolvido e transformado em uma existência interna, puramente pictórica, independente e objetiva".

### Composição VI
Após vários estudos preliminares e croquis, Kandinsky pintou Composição VI, uma obra de dimensões maiores comparada às anteriores. Em suas Recordações, publicadas em uma revista alemã chamada Der Sturm, ele explica:
Veem-se dois centros neste quadro: primeiramente, à esquerda, o centro cor-de-rosa, frágil, um tanto esbatido e com delicadas linhas incertas no meio; seguidamente, à direita (um pouco mais em cima que o da esquerda), o centro brutal azul-avermelhado, um tanto dissonante, com linhas muito precisas, categóricas, um tanto maldosas e vigorosas. Entre esses centros está situado o terceiro (mais perto do esquerdo), que só mais tarde pode ser percebido como tal, e que é finalmente o centro principal. As cores branca e rosa têm uma aparência de espuma, de tal modo que não parecem repousar sobre a superfície do quadro, nem sobre qualquer superfície ideal. Dão mais a ideia de flutuar e parecem cercadas de vapor. (...) O ser que está no meio do vapor, não está nem perto nem longe; está algures. Este ‘algures’ do centro principal determina a sonoridade interior do conjunto do quadro.
Nas obras de Kandinsky, as cores são a expressão de sua interioridade, sentimentos e ideias, e, portanto, definem os parâmetros de uma jornada espiritual. Várias pinturas de sua autorua são organizadas em torno de uma cor íntima, contemplado em um tom e seus harmônicos. O negro profundo da Composição VI, que trata sobre um cenário de fim do mundo, o Grande Dilúvio, é um sinal de morte.
O pintor ainda indicou que a pintura deve ser lida da borda ao centro em um movimento espiral, de acordo com um esboço localizado no Centro Pompidou, em Paris. Para ele, esse gesto guiaria o observador a ter uma experiência espiritual, seguindo a trajetória do olho através da pintura: um verdadeiro caminho para o significado.

As linhas de construção na Composição VI abrangem tudo em um movimento concêntrico que termina no ponto marcado por um relâmpago, acima e à direita das serpentes — uma cabeça de dragão. Este é o ponto final da dinâmica centrípeta da pintura, no lugar preciso em que os dedos humanos e animais que se afogam no dilúvio estão prestes a ser engolfados pelo abismo, como o anão do leão, diretamente acima. Esta dinâmica, discreta na Improvisação, é mais poderosa na pintura sobre vidro, e ainda mais nesta composição. Aqui, quando diverge em direção ao centro, a arca dos justos encontrará respeito em Deus. Tal posição também é o local do significado: a escolha da humanidade entre a vertigem e a salvação, abismo e fé, niilismo e direito interno. A pintura foi considerada inovadora ao representar o mistério da condição humana como essa representação restrita e poderosa do caos e do nada.